# Gymnosporia rufa
Gymnosporia rufa är en benvedsväxtart som först beskrevs av Nathaniel Wallich, och fick sitt nu gällande namn av Lawson. Gymnosporia rufa ingår i släktet Gymnosporia och familjen Celastraceae. Utöver nominatformen finns också underarten G. r. latifolia.